# Тугушева, Лилия Юсуфжановна
Ли́лия Юсуфжа́новна Тугу́шева (10 января 1932 — 5 июня 2020, Санкт-Петербург) — советский и российский востоковед-тюрколог, уйгуровед, источниковед. Кандидат филологических наук.

## Биография
Лилия Юсуфджановна Тугушева родилась 2 января 1932 г. в пос. Новая Казанка (Джангалинский р-н, Западно-Казахстанская обл.) СССР.
В 1948 году поступила на Восточный  факультет Ленинградского Государственного университета, который окончила в 1953 году, получив специальность тюрколога-филолога.
В 1953—1957 год обучалась в аспирантуре Института языкознания АН СССР  в Москве, защитив кандидатскую диссертацию  по теме «Порядок слов в определительных словосочетаниях в  татарском языке». Научным руководителем Тугушевой был выдающийся советский тюрколог Э. В. Севортян.
В 1957—1966 годах работала в секторе алтайских языков Ленинградского Отделения Института языкознания АН СССР.
С 1966 года — научный сотрудник сектора тюркологии и монголистики в Ленинградском отделении Института востоковедения АН СССР (ныне Институт восточных рукописей РАН).
Лилия Юсуфджановна Тугушева скончалась 5 июня 2020 г. на 89-м году жизни, в  г. Санкт-Петербург.

## Научная деятельность
Как член авторского коллектива принимала участие в подготовке издания Древнетюркского словаря.
Сфера научных интересов связана с изучением древнеуйгурских памятников из рукописного собрания Института востоковедния РАН. Отмечается, что её публикации в области изучения древнеуйгурских литературных памятников стали заметным явлением в мировой тюркологии.